# Adelaide Aquilla
Adelaide Aquilla (Westlake, 3 de marzo de 1999) es una deportista estadounidense que compite en atletismo. En los Juegos Panamericanos de 2023 obtuvo una medalla de bronce en la prueba de lanzamiento de peso.

## Palmarés internacional
| Juegos Panamericanos | Juegos Panamericanos | Juegos Panamericanos | Juegos Panamericanos |
| Año                  | Lugar                | Medalla              | Prueba               |
| -------------------- | -------------------- | -------------------- | -------------------- |
| 2023                 | Santiago (Chile)     | Medalla de bronce    | Peso                 |